# Clube Kairós
Clube Kairós är en volleybollklubb från Ponta Delgada, Azorerna, Portugal. Klubben grundades 2000 och har verksamhet både på dam- och herrsidan. Damlaget har i Portugal som bäst blivit tvåa i Primeira Divisão (högstaligan) och nått final i portugisiska cupen. Internationellt har de som bäst nått kvartsfinal i CEV Challenge Cup, vilket de gjorde 2020–2021. Herrlaget har pendlat mellan de bägge övre serierna.